# Кажунський діалект французької мови

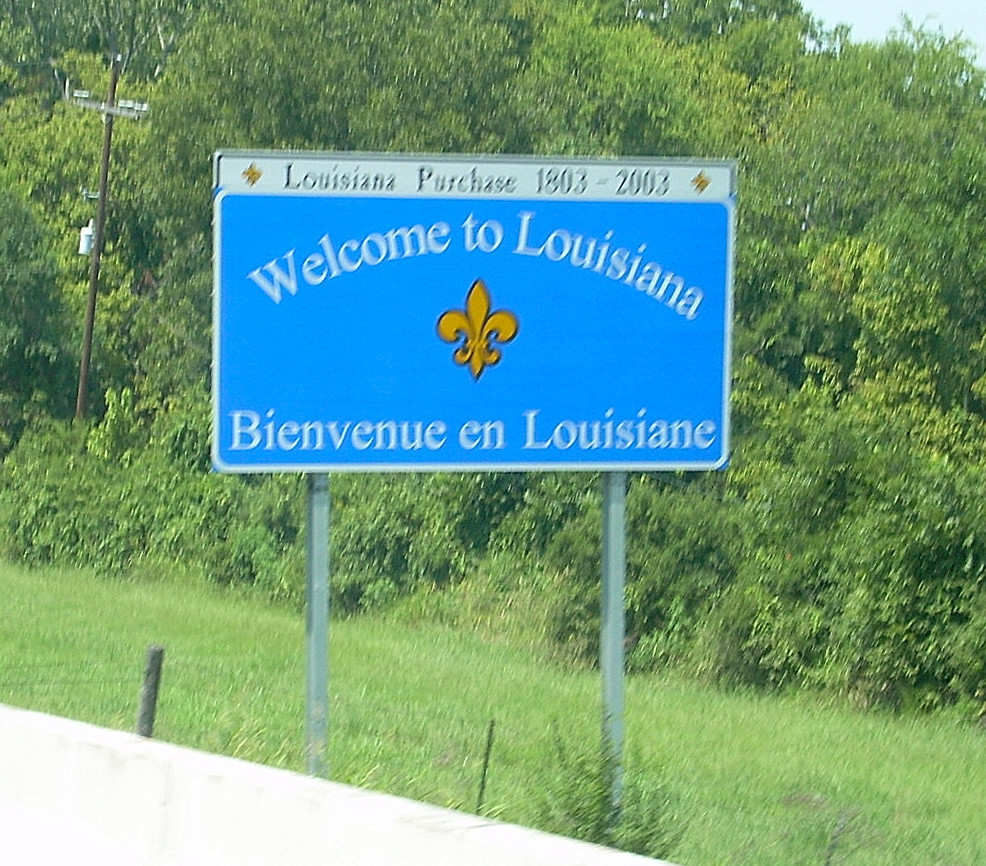
Bienvenue en Louisiane (Ласкаво просимо до Луїзіани)
Щит при в'їзді до штату Луїзіана

Поширення французької мови в Луїзіані (2015). Округи штату позначені кольором відповідно до відсотку населення, що розмовляє вдома французькою чи на кажунському діалекті: 4-10% 10-15% 15-20%

Кажунський діалект французької мови (англ. Cajun French), який іноді називають луїзіанським регіональним варіантом французької мови — це варіант французької мови, поширений в Луїзіані, переважно на півдні і південному заході цього штату. Існує нарівні з луїзіанською франко-креольською мовою, що використовується місцевим афроамериканським населенням.
Кажунська французька походить майже виключно від акадійського діалекту французької, яким розмовляли у французькій колонії Акадія (яка знаходилась на території сучасних приморських провінцій Канади і в Мені) на час вигнання акадійців в середині XVIII сторіччя; втім, значну частину культурного словника засвоєно з іспанської, німецької, португальської і гаїтянської. Саме означення «кажунський» («cajun») є англізацією «акадійський» («Acadien», або скорочено — «Cadien»).